# Vigo (Comarca)
Die Comarca Vigo ist eine der zehn Comarcas in der Provinz Pontevedra.
Die im Südwesten der Provinz gelegene Comarca umfasst 11 Gemeinden auf einer Fläche von 613,32 km².

## Gemeinden
| Gemeinde           | Einwohner (2024) | Fläche km² | Dichte Einw./km² | Cod INE | Postleitzahl                                                  |
| ------------------ | ---------------- | ---------- | ---------------- | ------- | ------------------------------------------------------------- |
| Baiona             | 12.380           | 34,47      | 359              | 36003   | 36300                                                         |
| Fornelos de Montes | 1.637            | 83,10      | 20               | 36019   | 36847                                                         |
| Gondomar           | 15.103           | 74,51      | 203              | 36021   | 36380                                                         |
| Mos                | 15.152           | 53,21      | 285              | 36033   | 36311, 36415–36419                                            |
| Nigrán             | 18.208           | 34,77      | 524              | 36035   | 36340, 36350, 36360, 36370, 36379, 36391                      |
| Pazos de Borbén    | 3.002            | 49,99      | 60               | 36037   | 36841                                                         |
| O Porriño          | 20.711           | 61,22      | 338              | 36039   | 36400                                                         |
| Redondela          | 28.976           | 52,08      | 556              | 36045   | 36800                                                         |
| Salceda de Caselas | 9.430            | 35,92      | 263              | 36049   | 36470                                                         |
| Soutomaior         | 7.584            | 24,99      | 303              | 36053   | 36691                                                         |
| Vigo               | 293.977          | 109,06     | 2.696            | 36057   | 36202, 36205, 36208, 36209, 36210, 36213, 36215, 36216, 36218 |
| Comarca Vigo       | 426.160          | 613,32     | 695              | –       | –                                                             |

1. ↑  Instituto Nacional de Estadística Municipal Register of Spain